# NGC 1108
NGC 1108 is een elliptisch sterrenstelsel in het sterrenbeeld Eridanus. Het hemelobject werd op 31 oktober 1886 ontdekt door de Amerikaanse astronoom Lewis A. Swift.

## Synoniemen
- PGC 10633